# 北帕邁拉鎮區 (伊利諾伊州馬庫平縣)
北帕邁拉鎮區（英語：North Palmyra Township）是位於美國伊利諾伊州馬庫平縣的一個行政鎮區。

## 地方資料
根據2010年美國人口普查的數據，北帕邁拉鎮區的面積為93.80平方千米，當中陸地面積為92.70平方千米，而水域面積為0.10平方千米。當地共有人口822人，而人口密度為每平方千米8.76人。